# Warhammer: Mark of Chaos
Warhammer: Mark of Chaos est un jeu de tactique en temps réel développé par Black Hole Entertainment, publié par Namco Bandai le 14 novembre 2006 aux États-Unis et le 24 novembre 2006 en France. Il se base sur le jeu de figurines Warhammer et peut être joué en solo ou en multijoueur,.

## Système de jeu
Quatre armées sont jouables : l'Empire, le Chaos, les Skavens et les Hauts Elfes. D'autres factions sont présentes comme antagonistes : les Orques, les Nains, les Comtes Vampires et les Gobelins.
Fidèle à la licence Warhammer Battles de Games Workshop, le jeu met exclusivement l'accent sur le champ de bataille, avec un système de combat en temps réel qui offre de nombreuses options de personnalisations et de contrôle de son armée.

## Extension
Une extension est sortie le 16 mai 2008. Baptisée Warhammer: Mark of Chaos - Battle March, elle introduit deux nouvelles factions jouables : les Peaux-Vertes (regroupant Orques et Gobelins) et les Elfes Noirs de Naggaroth.

## Accueil
| Warhammer: Mark of Chaos |      |       |
| Média                    | Pays | Notes |
| Gamekult                 | FR   | 6/10  |
| GameSpot                 | US   | 72 %  |
| Jeuxvideo.com            | FR   | 13/20 |
| Joystick                 | FR   | 6/10  |